# Пучинное
Пучинное — посёлок в Карасукском районе Новосибирской области. Входит в состав Знаменского сельсовета.

## География
Площадь посёлка — 13 гектаров.

## История
Посёлок возник в середине 1930-х годов как одна из производственных ферм совхоза № 269 «Октябрь». Решением Новосибирского облисполкома от 25.07.1961 г. № 593 ферма № 4 совхоза «Октябрь» переименована в посёлок Пучинное. До 1974 года числился в составе Троицкого сельсовета.

## Население
| 2002 | 2007 | 2010 |
| ---- | ---- | ---- |
| 84   | ↘74  | ↘26  |

## Инфраструктура
В посёлке по данным на 2007 год отсутствует социальная инфраструктура.